# Hroar Stjernen
Hroar Stjernen (11 febbraio 1961) è un dirigente sportivo ed ex saltatore con gli sci norvegese.

## Biografia

### Carriera sciistica
In Coppa del Mondo esordì il 21 gennaio 1984 a Sapporo (7°) e ottenne l'unica vittoria, nonché primo podio, il 6 gennaio 1985 a Bischofshofen.
In carriera prese parte a due edizioni dei Campionati mondiali, vincendo una medaglia.

### Carriera dirigenziale
Dopo il ritiro Stjernen ricoprì in seno alla Federazione sciistica della Norvegia l'incarico di direttore sportivo della squadra di salto fino al 2002, quando si dimise tra varie polemiche legate alle sue scelte nel campo degli allenatori e ai cattivi risultati ottenuti al Torneo dei quattro trampolini di quella stagione; in seguito divenne delegato tecnico per la  Federazione Internazionale Sci alle gare di salto.

## Palmarès

### Mondiali
- 1 medaglia:
  - 1 argento (gara a squadre a Oberstdorf 1987)

### Coppa del Mondo
- Miglior piazzamento in classifica generale: 5º nel 1987
- 4 podi (tutti individuali):
  - 1 vittoria
  - 4 secondi posti

#### Coppa del Mondo - vittorie
| Data           | Località      | Nazione | Trampolino              |
| -------------- | ------------- | ------- | ----------------------- |
| 6 gennaio 1985 | Bischofshofen | Austria | Paul Ausserleitner K111 |

#### Torneo dei quattro trampolini
- 3 podi di tappa[3]:
  - 1 vittoria
  - 2 secondi posti